# Günther Enescu
Günther Enescu, född 25 november 1955 i Bazna, är en rumänsk före detta volleybollspelare.
Enescu blev olympisk bronsmedaljör i volleyboll vid sommarspelen 1980 i Moskva.